# Dichaetomyia shichitoensis
Dichaetomyia shichitoensis este o specie de muște din genul Dichaetomyia, familia Muscidae, descrisă de Shinonaga și Tadao Kano în anul 1971. Conform Catalogue of Life specia Dichaetomyia shichitoensis nu are subspecii cunoscute.